# Saikai no Chi to Bara
Saikai no Chi to Bara (jap. 再会の血と薔薇) - ósmy singel Malice Mizer wydany 3 listopada 1999. Utwór składa się w całości z muzyki orkiestrowej (w tym z brzmieniami klawesynu, organów czy dzwonów).
Singiel Saikai no Chi to Bara został także wydany jako płyta winylowa (12", picture disc) w liczbie 30 000 sztuk. Na stronie A i B jest ten sam utwór.

## Lista utworów
1. Saikai no Chi to Bara (再会の血と薔薇)